# Ronald Desruelles
Ronald Desruelles (14. února 1955, Antverpy – 1. listopadu 2015) byl belgický atlet. Začínal jako skokan do dálky a v roce 1979 skočil osobní rekord 808 cm, který byl dalších 17 let i národním rekordem Belgie. Později se soustředil na krátké sprinty, a získal řadu medailí v běhu na 60 m. V roce 1986 se časem 6,57 s na 60 metrů umístil na třetím místě světových halových tabulek. Jeho čas na 100 metrů 10,02 s je stále belgickým rekordem.

## Osobní rekordy
- 60 m (hala) – 6,56 s - 5. února 1988, Sindelfingen
- 100 m (dráha) – 10,02 s - 11. května 1985, Lutych
- 200 m (dráha) – 20,92 s - 1986
- skok do dálky (dráha) – 808 cm - 12. srpna 1979, Brusel

## Sportovní úspěchy
| Rok  | Závod                   | Místo        | Umístění | Výkon  | Disciplína  |
| ---- | ----------------------- | ------------ | -------- | ------ | ----------- |
| 1978 | Halové ME 1978          | Milán        | 2. místo | 775 cm | skok daleký |
| 1979 | Halové ME 1979          | Vídeň        | 4. místo | 779 cm | skok daleký |
| 1982 | Halové ME 1982          | Milán        | 7. místo | 775 cm | skok daleký |
| 1984 | Halové ME 1984          | Göteborg     | 3. místo | 6,69   | 60 m        |
| 1985 | Světové halové hry 1985 | Paříž        | 3. místo | 6,68   | 60 m        |
| 1985 | Halové ME 1985          | Pireus       | 3. místo | 6,64   | 60 m        |
| 1986 | Halové ME 1986          | Madrid       | 1. místo | 6,61   | 60 m        |
| 1987 | Halové ME 1987          | Liévin       | 6. místo | 21,78  | 200 m       |
| 1987 | Halové MS 1987          | Indianapolis | 5. místo | 6,67   | 60 m        |
| 1988 | Halové ME 1988          | Budapest     | 2. místo | 6,60   | 60 m        |
| 1989 | Halové ME 1989          | Haag         | 5. místo | 6,66   | 60 m        |